# Harbin SH-5
Harbin SH-5 (kitajsko: 水轰五型 - "morski bombnik") je štirimotorni turbopropelerski amfibijski leteči čoln kitajskega podjetja Harbin. Namenjen je zračnem gašenju požarov, patroliranju morja, protipodmorniškem bojevanje (ASW), iskanju in reševanju (SAR). Skupaj s prototipom so zgradili samo 7 letal, vsi, razen enega, ki je strmoglavil so še vedno v uporabi.
SH-5 je zamenjava za sovcetskega Berijev Be-6.

## Tehnične specifikacije (SH-5)
Podatki iz Jane's Aircraft Recognition Guide, Jane's All the World's Aircraft 1988-89
Splošne značilnosti
- Posadka: 8
- Število sedežev: 10.000 kg (22.000 lb) tovora, 6,000 kg (13,228 lb) bojnega tovora
- Dolžina: 38,9 m (127 ft 7 in)
- Razpon kril: 36 m (118 ft 1 in)
- Višina: 9,79 m (32 ft 1 in)
- Površina kril: 144 m2 (1.550 sq ft)
- Teža praznega letala: 25.000 kg (55.116 lb)

26,500 kg (58,42 lb) ASW
- Bruto teža: 36.000 kg (79.366 lb)
- Maks. vzletna teža: 45.000 kg (99.208 lb)
- Kapaciteta goriva: največ 16.500 kg (36.400 lb)
- Pogon letala: 4 × Dongan WJ5A turboprop, 2.350 kW (3.150 hp) vsak
- Propelerji: št. lopatic: 4 Propelerji s konstantnimi vrtljaji in možnostjo obratnega potiska, 3,8 m (12 ft 6 in) premer

Zmogljivost
- Maks. hitrost: 556 km/h; 345 mph (300 kn)
- Potovalna hitrost: 450 km/h; 280 mph (243 kn) maksimalna
- Minimalna hitrost patruliranja: 230 km/h (120 kn; 140 mph)
- Vzletna hitrost (voda): 160 km/h (86 kn; 99 mph)
- Pristajalna hitrost (voda): 92 km/h (50 kn; 57 mph)
- Doseg: 4.756 km; 2.955 mi (2.568 nmi) z maks. gorivom
- Trajanje leta: 15 ur na dveh motorjih
- Višina leta: 10.250 m (33.629 ft) service ceiling
- Hitrost vzpenjanja: 9 m/s (1.800 ft/min)
- Obremenitev kril: 250 kg/m2 (51 lb/sq ft) pri 36.000 kg (79.000 lb)

312,5 kg/m² (64 lb/sqft) pri 45.000 kg (99.000 lb)
- Razmerje moč/teža: 0,302 kW/kg (0,184 KM/lb) pri 36.000 kg (79.000 lb)

0,242 kW/kg (0,147 KM/lb) pri 45.000 kg (99.000 lb)

- Vzletna razdalja (voda): 548 m (1.798 ft)
- Pristajalna razdalja (voda): 240 m (790 ft)

Oborožitev

4 nosilci za 6.000 kg (13.000 lb) bomb, globinskih bomb, torpedov in min
Letalska elektronika

Dopplerjev iskalni radar; detektor magnetnih anomalij